# Стриховце
Стриховце (слч. Strihovce) насељено је мјесто са административним статусом сеоске општине (слч. obec) у округу Сњина, у Прешовском крају, Словачка Република.

## Становништво
| Година:    | 1994. | 2004.    | 2014.   | 2024.    |
| ---------- | ----- | -------- | ------- | -------- |
| Број људи: | 228   | 175      | 159     | 119      |
| Разлика:   |       | -23,24 % | -9,14 % | -25,15 % |

| Година:    | 2023. | 2024.   |
| ---------- | ----- | ------- |
| Број људи: | 123   | 119     |
| Разлика:   |       | -3,25 % |

Према подацима о броју становника из 2024. године насеље је имало 119 становника.